# Parafia Narodzenia Najświętszej Maryi Panny w Libuszy
Parafia Narodzenia Najświętszej Maryi Panny w Libuszy – parafia w diecezji rzeszowskiej w dekanacie bieckim.

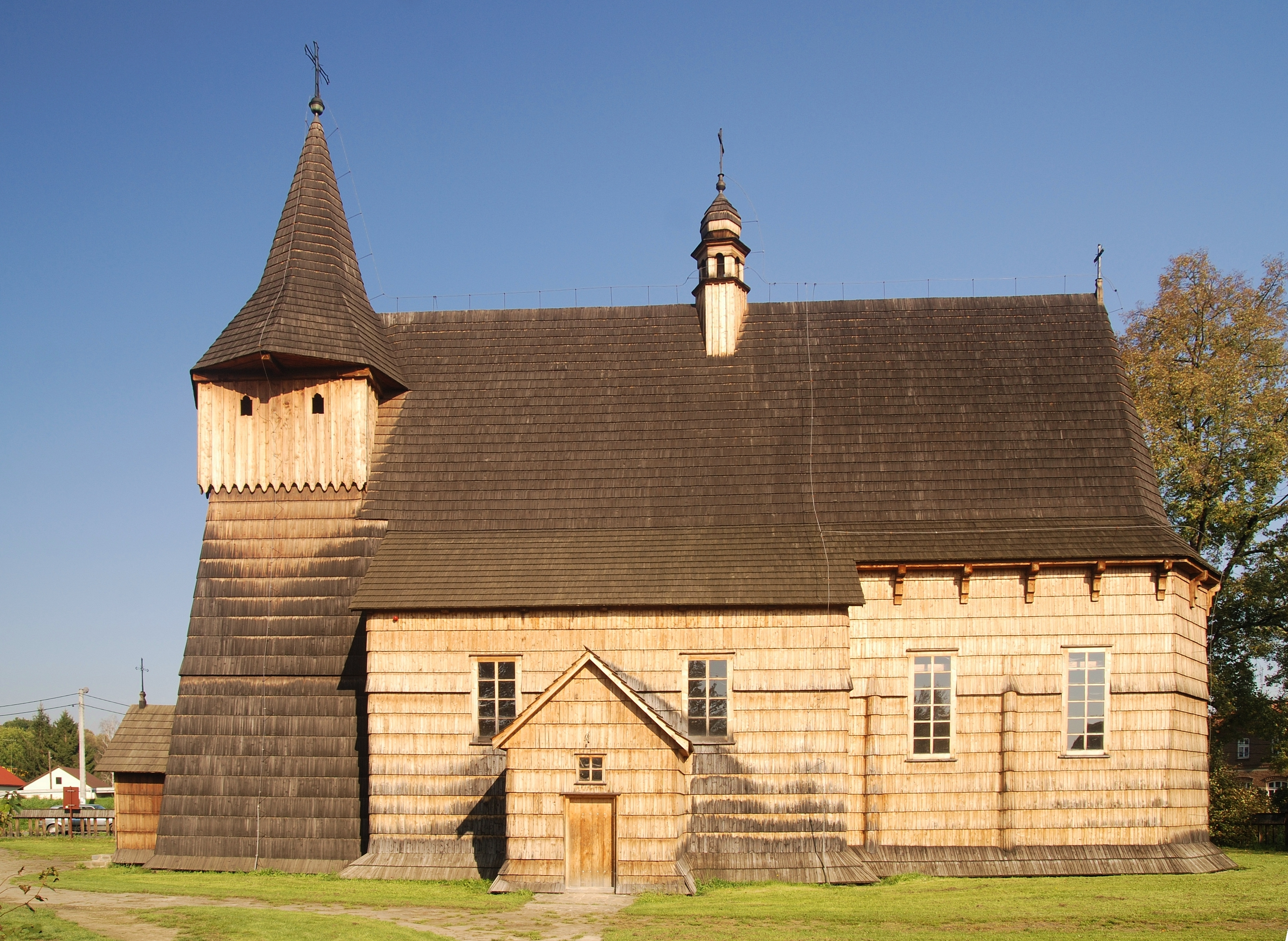
Zabytkowy drewniany kościół w Libuszy, spalony w 2016